# Sugito
Sugito (杉戸町, Sugito-machi) est un bourg du district de Kita-Katsushika, situé dans la préfecture de Saitama, au Japon.

## Géographie

### Démographie
Au 1er décembre 2013, la population de Sugito s'élevait à 45 914 habitants répartis sur une superficie de 30,00 km2.